# Веселов, Кирилл Владимирович
Кири́лл Влади́мирович Весело́в (род. 11 января 1983) — Заслуженный мастер спорта России (2007) по спортивному ориентированию (лыжные дисциплины). Неоднократный победитель и призёр чемпионатов мира и Европы.

## Биография
Родился 11 января 1983 года в городе Томске. Живёт в Красноярске. В юности занимался лыжными гонками (тренер Моисеев Ю. М., г. Томск). Воспитанник томской школы спортивного ориентирования (тренер Сидоров Ю. К.). Наибольший вклад в формирование характера спортсмена, безусловно, внесли родители Кирилла — Веселовы Владимир и Марина, оба — мастера спорта СССР по спортивному ориентированию. Много лет тренируется под руководством тандема тренеров — ЗТрРФ В. С. Близневская и Худик Сергей Валерьевич (Академия зимних видов спорта). Окончил в 2007 году Политехнический институт Сибирского федерального университета. 2012 год физическая культура и спорт ФГАО УВПО «Сибирский федеральный университет». Доцент кафедры теории и методики спортивных дисциплин Сибирского федерального университета.
Призёр двух чемпионатов мира среди юниоров.
Завоевал три медали на чемпионате мира 2007, проходившем в Химках Московской области. Золото в мужской эстафете, серебро — на длинной дистанции (золото досталось Эдуарду Хренникову) и бронза была завоевана на средней дистанции.
Обладатель бронзы чемпионата Европы 2006 (Иваново) и золота чемпионата Европы 2011 (Лиллехаммер) в мужской эстафете.
На чемпионате Европы 2013 года в паре с Анастасией Кравченко первенствовали в смешанной эстафете. Серебро в мужской эстафете.
На чемпионате мира 2013 года в Казахстане завоевал золото в мужской эстафете и две бронзовые медали в средней и спринтерской дистанциях.
Стал чемпионом мира 2015 году в Норвегии в мужской эстафете.
В 2017 году на чемпионате Европы Кирилл завоевал серебряную и бронзовую медали на средней и длинной дистанциях.
В 2017 году Кирилл вошел в число Послов XXIX Всемирной зимней универсиады 2019 года в г. Красноярске.
В XXII чемпионате мира по лыжному ориентированию, который прошел в городе Красноярске. Кирилл успешно отстоял честь Российской Федерации, завоевав в составе сборной команды России золотую медаль в эстафете и став чемпионом мира. В дисциплине «лонг» завоевал серебряную медаль.